# マルティン・ガルシア島

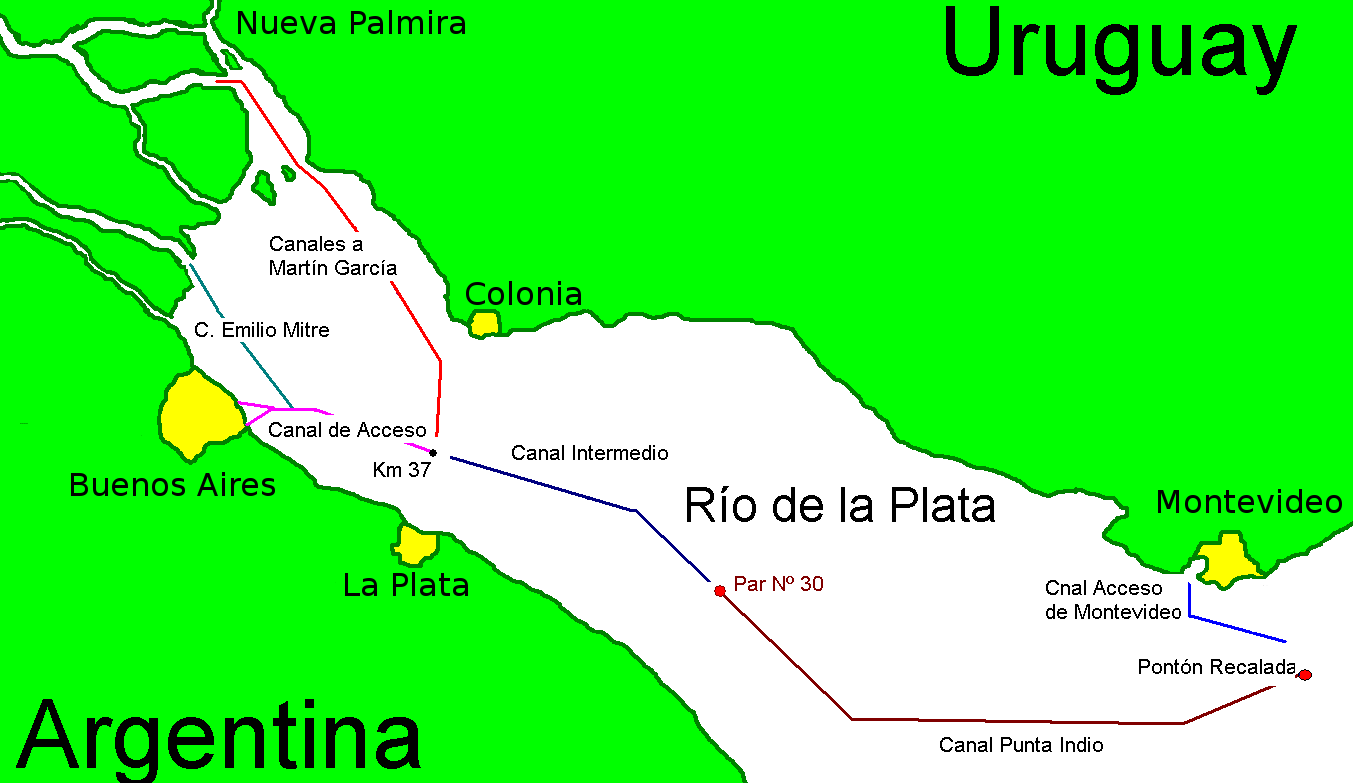
マルティン・ガルシア島の位置、ウルグアイとアルゼンチンの国境付近の航路図、左上の河口付近に見える２つの島のうち小さいほうがマルティン・ガルシア島

マルティン・ガルシア島（スペイン語：Isla Martin Garcia）は、アルゼンチンとウルグアイの国境のラプラタ川の河口のウルグアイ領海内にあるアルゼンチン領の島である。アルゼンチンが保有し自然保護区として管理することが、1973年にウルグアイとアルゼンチンの間で合意されている。
面積 1.84 km2の島で、住民は約50世帯、150 人でブエノスアイレス市に属している。
戦略的に重要な位置の島で、1820年代に建てられたアルゼンチンの要塞の遺跡がある。1827年のアルゼンチン・ブラジル戦争では戦場となった。その後、軍事政権が逮捕した政治家の収容所する場所となり、イポリト・イリゴージェン
（1930年）、フアン・ペロン（1945年）、アルトゥーロ・フロンディシ（1962年）らの元大統領が留置された。
マルティン・ガルシア島空港があり、飛行機で島に渡ることができる。

## 歴史
1516年にスペインのフアン・ディアス・デ・ソリスの探検隊によって発見された。上陸した後に死んで、死体が埋葬された、召使のマルティン・ガルシアの名前がつけられた。その時点からこの戦略的に重要な場所にある島は、スペインとポルトガルの間で保有が争われた。
1765年から1886年まで流刑地として用いられた。また最初の総督、Pedro de Cevallosによって、強化され、軍の駐屯地となった。1814年にアイルランド生まれのアルゼンチンの海軍提督ウィリアム・ブラウンは、艦隊を率い、島に上陸し、王党派を破り、マルティン・ガルシア島をリオ・デ・ラ・プラタ連合州の領有とした。
アルゼンチンの独立戦争や、1820年代のアルゼンチン・ブラジル戦争でも戦場となった。 1830年代のブエノスアイレス州知事、フアン・マヌエル・デ・ロサスの時代の内戦で、1838年には、英仏連合軍に攻撃され、後にモンテビデオを亡命したユニタリアンの党派からなる連合軍に占領された。1840年代にロサスの連邦軍によって再占領されたがロハスの失脚によってアルゼンチンの内戦は終了した。
1870年代にアルゼンチンの大統領、ドミンゴ・ファウスティーノ・サルミエントは、アルゼンチン、ウルグアイ、パラグアイが共同で管理する小さな州とし、州都としてArgiropolis市とすることを提案した。1870年代にパンパのインディオ諸部族を掃討する「砂漠の征服作戦」がアルゼンチン軍の勝利に終わると、多くの先住民族の指導者が島に留置された。1886年から島はアルゼンチン海軍に管轄されるようになった。
アルゼンチンの領土からの距離は3km以内であり、1973年11月19日に、ウルグアイとアルゼンチンの間で、ウルグアイ領海中のアルゼンチンの飛び地として、アルゼンチンの領有が合意された。
現在のマルティン・ガルシア島は、アルゼンチンの管轄下で、固有の動植物の保全のために自然保護区となっている。1985年に海軍は、ブエノスアイレス州に島の建物や施設の所有権を譲渡した。島は観光地となり、多くの著名な観光スポットの中には古いチャイナタウンや、要塞の遺跡、刑務所の診療所、赤鹿の生息する森などが観光スポットになっている。